# Pere de Centelles
Pere de Centelles (?, segle xii - Barcelona, 28 de març de 1252) fou un religiós català elegit bisbe de Barcelona de 1241 a 1252. Pere pertanyia a la família Centelles, fill de Gilabert III de Centelles i de Saurina, senyors del Castell de Sant Martí de Centelles. El seu germà, Bernat II de Centelles, succeí el pare a la baronia i ell fou ofert com a canonge de la catedral de Barcelona el 1198, essent encara infant, rebent com a dot unes terres a Sant Quirze del Vallès. El 1228 va oferir la seva participació en la conquesta de Mallorca al costat de Jaume I. El 1241 estava convençut d'entrar a l'orde dominic com a frare però el 10 d'octubre d'aquell any fou escollit per fer-se càrrec del bisbat de Barcelona. Ell però va intentar rebutjar l'elecció i va confessar a l'arquebisbe de Tarragona, Pere d'Albalat, les seves intencions. Aquest va consultar a Roma la resolució del conflicte. Fins a tres papes varen caldre per a donar resposta a la qüestió: Gregori IX, Celestí IV i Innocenci IV. Aquest darrer va dictaminar que s'havia de confirmar el nomenament però que, si era la voluntat de Pere, podia complir abans amb el seu vot. Així doncs, el 15 d'octubre de 1243, Pere rebé els hàbits dominics al monestir de Sant Cugat, en presència de l'arquebisbe Albalat i de Ramon de Penyafort. Immediatament després reuní el Capítol, els explicà la situació i fou confirmat en el càrrec. A les signatures que emeté hi consta sempre que pertanyia a l'Orde de Predicadors.